# 夢中夢 -Dream In Dream-
『夢中夢 -Dream In Dreamｰ』（むちゅうむ Dream in Dream）は、日本のミュージシャンCorneliusによる7枚目のスタジオ・アルバム。2023年6月28日にワーナーミュージック・ジャパンより発売され、2024年8月21日にはアナログ盤がリリースされている。

## 概要
『夢中夢』は、2017年の『Mellow Waves』以来6年ぶりとなるスタジオ・アルバムである。前作『Mellow Waves』と同様にポップス的な歌構造を保ちながらも、よりアンビエント的なアプローチが強く表れている作品となっている。米メディア Slant Magazine のレビューでは、「小山田は今作で〈歌〉への明確な傾倒を見せつつも、音響的にはさらにアンビエント・ミュージックへと歩を進めている」と評されている。
また、ele-kingのインタビュー記事においても、小山田自身が「今回は“夢の中で聴こえる音”をテーマに、より脱構築的にしてみたかった」と語っており、メロディと音響のあいだの境界を曖昧にする手法が取られている。
先行シングルとして「変わる消える」「火花」の2曲がアナログ盤でリリースされており、本作で収録されている「火花」はmei eharaとのコラボレーション楽曲のセルフカバーである。

## 収録曲
LPはSIDE-A#1〜4 SIDE-B#5〜10
| 全作曲: 小山田圭吾。 |                  |            |            |      |
| #                    | タイトル         | 作詞       | 作曲・編曲 | 時間 |
| 1.                   | 「変わる消える」 | 坂本慎太郎 | 小山田圭吾 | 3:48 |
| 2.                   | 「火花」         | 小山田圭吾 | 小山田圭吾 | 4:23 |
| 3.                   | 「Too Pure」     | 小山田圭吾 | 小山田圭吾 | 3:31 |
| 4.                   | 「時間の外で」   | 小山田圭吾 | 小山田圭吾 | 5:33 |
| 5.                   | 「環境と心理」   | 小山田圭吾 | 小山田圭吾 | 4:39 |
| 6.                   | 「Night Heron」  | 小山田圭吾 | 小山田圭吾 | 4:00 |
| 7.                   | 「蜃気楼」       | 小山田圭吾 | 小山田圭吾 | 4:27 |
| 8.                   | 「Drifts」       | 小山田圭吾 | 小山田圭吾 | 4:27 |
| 9.                   | 「霧中夢」       | 小山田圭吾 | 小山田圭吾 | 7:00 |
| 10.                  | 「無常の世界」   | 小山田圭吾 | 小山田圭吾 | 4:40 |
| 合計時間:            | 合計時間:        | 合計時間:  | 46:27      |      |

### 楽曲解説
1. 変わる消える (Change and Vanish)
Amazon Music presents Music4Cinemaというプロジェクトで制作された、空音央監督・脚本作品「アメガラス」の主題歌としてmei eharaをボーカルに迎え、2021年7月7日にAmazon Music限定で配信リリース[3]。
2022年2月22日には先行シングルとして小山田本人が歌い直し、12インチアナログでリリース[4]。
2. 火花 (Sparks)
7インチアナログ盤として先行リリース[5]。
3. 時間の外で (Out of Time)
4. Too Pure
2023年のAMBIENT KYOTOにて、groovisionsの映像と共に展示された[6]。
5. 環境と心理 (Environmental)
METAFIVEでリリースした楽曲の、Cornelius自身によるセルフカバー。
6. Night Heron
7. 蜃気楼 (Mirage)
8. Drifts
9. 霧中夢 (Dream in the Mist)
2023年のAMBIENT KYOTOにて、高田政義らによる演出と共に展示された[7]
10. 無常の世界 (All Things Must Pass)

## Ethereal Essence
『Ethereal Essence』（イーサリアルエッセンス）は、日本のミュージシャンCorneliusが発表したコンピレーション・アルバム。2024年6月26日にワーナーミュージック・ジャパンより発売された。
主に「Mellow Waves」以降に発表してきた音源の中からアンビエント風味のある作品に再構築し、新たな楽曲も加えた作品。関連作として、2023年に発売したアンビエント作品をまとめた全10曲入りカセット「Selected Ambient Works 00-23」がある。
配信版である「Selected Version」では「告白 (Cornelius ver.)」が収録されておらず、それに伴いジャケットデザインも少し異なる。

### 収録曲
1. Quantum Ghost
12インチシングル「変わる消える」のカップリング曲として収録[8]。
2023年のAMBIENT KYOTOでは、ZAKによる立体音響と高田政義による照明演出と共に展示された[9]。
2. Sketch For Spring
2019年11月にリニューアルした東京・渋谷PARCOの記念BGMであり、2020年12月にリリースしたアナログ盤「MUSIC FOR PARCO」にも収録されている。
2024年6月26日に先行配信された。
3. Heaven is Waiting
4. サウナ好きすぎ、より深く
テレビ東京 ドラマ「サ道」主題歌として2019年に発表した「サウナ好きすぎ」のリアレンジ[8]。
5. Xanadu
6. ここ
2018年に東京・東京オペラシティ アートギャラリーで行われた谷川俊太郎の個展「谷川俊太郎展」の展示楽曲[10]。声は谷川俊太郎本人による朗読。
7. Step In To Exovera
2008年の「UNIQLO TRY」のキャンペーンサイトで使用された楽曲のリアレンジ[11][12][13]。
8. Forbidden Apple
2021年に配信リリースした楽曲。高山徹がミックスを手がけた楽曲で、配信版ではソニーの360立体音響技術・360 Reality Audioに対応している[14]。
9. Melting Moment
「BYSAKUU」第5弾のカセットに収録された楽曲のリアレンジ[8]。
10. 告白 (Cornelius ver.) / ASA-CHANG&巡礼
2016年にリリースされたASA-CHANG&巡礼のアルバム「まほう」に収録された楽曲。
11. Mind Matrix
12. Windmills Of My Mind
雑誌「Nero」10周年記念号のエキシビジョンで販売された7インチアナログ盤に収録された楽曲。
13. Thatness and Thereness - Cornelius Remodel
2022年にリリースされた坂本龍一のトリビュート・アルバム「A Tribute to Ryuichi Sakamoto - To the Moon and Back」に収録された、「B-2ユニット」収録「Thatness and Thereness」のカバー。